# 놈 콜먼
노먼 버트램 콜먼 주니어(Norman Bertram Coleman Jr., 1949년 8월 17일 ~ )는 미국의 정치인이다.

## 학력
- 호프스트라 대학교 인문사회 학사
- 아이오와 대학교 법무박사

## 경력
- 1994.01 ~ 2002.01 제52대 세인트폴 시장
- 1996.12.18 민주당 탈당 및 공화당 입당
- 2003.01 ~ 2009.01 제108·109·110대 미국 연방상원의원

## 역대 선거 결과
| 선거명      | 직책명                    | 대수  | 정당   | 득표율 | 득표수      | 결과 | 당락                     |
| ----------- | ------------------------- | ----- | ------ | ------ | ----------- | ---- | ------------------------ |
| 1993년 선거 | 세인트폴 시장             | 52대  | 민주당 | 55.25% | 34,726표    | 1위  | 세인트폴 시장 당선       |
| 1997년 선거 | 세인트폴 시장             | 52대  | 공화당 | 59.03% | 35,741표    | 1위  | 세인트폴 시장 당선       |
| 1998년 선거 | 미네소타 주지사           | 38대  | 공화당 | 34.29% | 716,880표   | 2위  | 낙선                     |
| 2002년 선거 | 상원의원 (미네소타 제2부) | 108대 | 공화당 | 49.53% | 1,116,697표 | 1위  | 미네소타주 상원의원 당선 |
| 2008년 선거 | 상원의원 (미네소타 제2부) | 111대 | 공화당 | 41.98% | 1,212,206표 | 2위  | 낙선                     |